# Amos Kenan

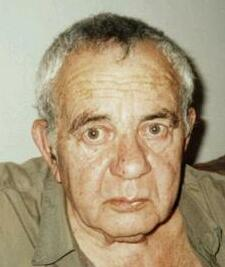
Amos Kenan (2000)

Amos Kenan (hebräisch עמוס קינן); auch Amos Keinan (geb. 2. Mai 1927 in Tel Aviv; gest. 4. August 2009 ebenda) war ein israelischer Autor, Maler und Bildhauer.

## Herkunft und Jugend
Amos Levine (später Kenan) wurde 1927 im Süden von Tel Aviv im damaligen britischen Mandatsgebiet geboren. Seine Eltern waren säkulare Sozialisten. Sein Vater war Bauarbeiter und ein Veteran des Gdud HaAvoda-Arbeitsbataillons. Für einige Jahre lebte die Familie in Argentinien, weil sein Vater dort arbeitete. Nach ihrer Rückkehr wurde der Vater bei einem Arbeitsunfall verletzt und arbeitete von da an als Sachbearbeiter. Amos wurde Mitglied der Jugendorganisation Hashomer Hatzair. 1946 begegnete er dem Dichter Yonatan Ratosh und schloss sich dessen Kanaanismus-Bewegung an, mit der er sich bis in die frühen 1950er Jahre identifizierte. Er war unter den Gründern der Zeitschrift der Bewegung „Alef“, in der er auch 1949 sein erstes Buch veröffentlichte. Kenan verließ die Sekundarschule, um Fabrikarbeiter zu werden.

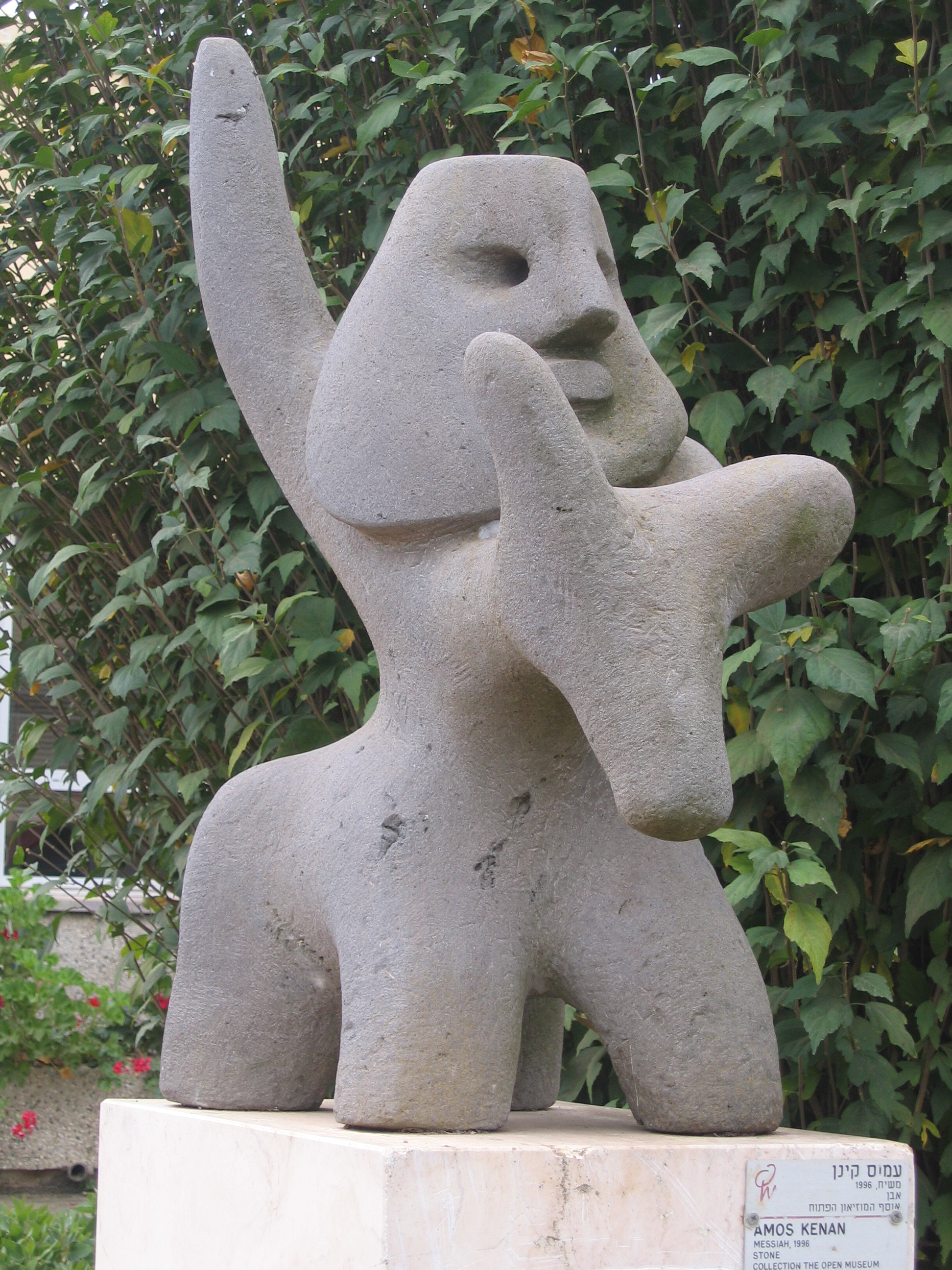
„Messiah“ (1966)

## Karriere
Kenan wurde Mitglied der antibritischen Untergrundorganisation Lechi. 1989 berichtete er dem Guardian, dass ihnen die antiimperialistische und antikolonialistische Ausrichtung wesentlich gewesen sei, ihre Gegner seien nicht die Araber gewesen. Während des arabisch-israelischen Kriegs von 1948 kämpfte er in der 8. Brigade der israelischen Armee unter dem Kommando von Yitzhak Sadeh und wurde verwundet. Während des Krieges begegnete er Uri Avnery, mit dem er von da an befreundet war.
Kenan begann, unter Pseudonym für das Tarzan Magazine zu schreiben. Von April 1950 bis Juni 1952 betreute Kenan die satirische Kolumne „Uzi & Co.“ in Haaretz, die er von Benjamin Tammuz übernahm, der sie begonnen hatte. „Uzi & Co.“ gilt als erste Anti-Establishment-Kolumne in Israel, sie nahm insbesondere das religiöse Establishment aufs Korn. 1952 wurden Kenans „Uzi & Co.“-Kolumnen in seinem ersten Buch „With Whips and Scorpions“ veröffentlicht.
1952 wurde Kenan gemeinsam mit seinem Freund und früheren Lechi-Kollegen Shaltiel Ben-Yair verhaftet. Dies stand in Zusammenhang mit einem Attentatsversuch auf den israelischen Verkehrsminister David-Zvi Pinkas in Folge von dessen Entscheidung, den öffentlichen Verkehr am Schabbat einzustellen. Kenan und Ben Yair wurden beim Verlassen von Pinkas' Haus festgenommen, aber sie verweigerten die Aussage und wurden vom Bezirksgericht aus Mangel an Beweisen freigesprochen. Der Herausgeber von Haaretz, Gershom Schocken, schloss jedoch Kenans Kolumne. Kenan gab gegenüber seiner Frau Nurith Gertz sowie engen Freunden zu, dass er tatsächlich an dem Bombenanschlag beteiligt war, wie Gertz 2008 in ihrer Biographie von Kenan schrieb.
Von 1954 bis 1962 lebte Kenan in Paris, wo er als Bildhauer arbeitete und mehrere Bühnenstücke im Sinne des absurden Theaters veröffentlichte. Pierre Alechinsky illustrierte zwei seiner Bücher und Maurice Béjart bearbeitete seine Werke, um sie in Paris und der Schweiz aufzuführen. In dieser Zeit schrieb er eine Kolumne in Avnerys Magazin haOlam haZeh unter der Überschrift „The Wandering Knife“ und eine Kolumne „Sparks from the city of lights“ (Funken einer Lichterstadt) für Jedi’ot Acharonot. Seine Schriften wurden durch seine Partnerin Christiane Rochefort ins Französische übersetzt. Rocheforts erster Roman Warrior's Rest war von Kenan inspiriert. In Paris nahm Kenan an Treffen zwischen Arabern und Israelis teil, meist Kommunisten (wobei Kenan kein Kommunist war), organisiert durch den Exil-Ägypter Henri Curiel. Er arrangierte auch ein Treffen mit ihm, Avnery und Jean-Paul Sartre, bei dem Sartre nach Avnerys Darstellung die israelische Linke lobte. Kenan war Mitglied von Avnerys Gruppe Semitic Action, die eine regionale Föderation von Israel und seinen arabischen Nachbarn als Ziel hatte.

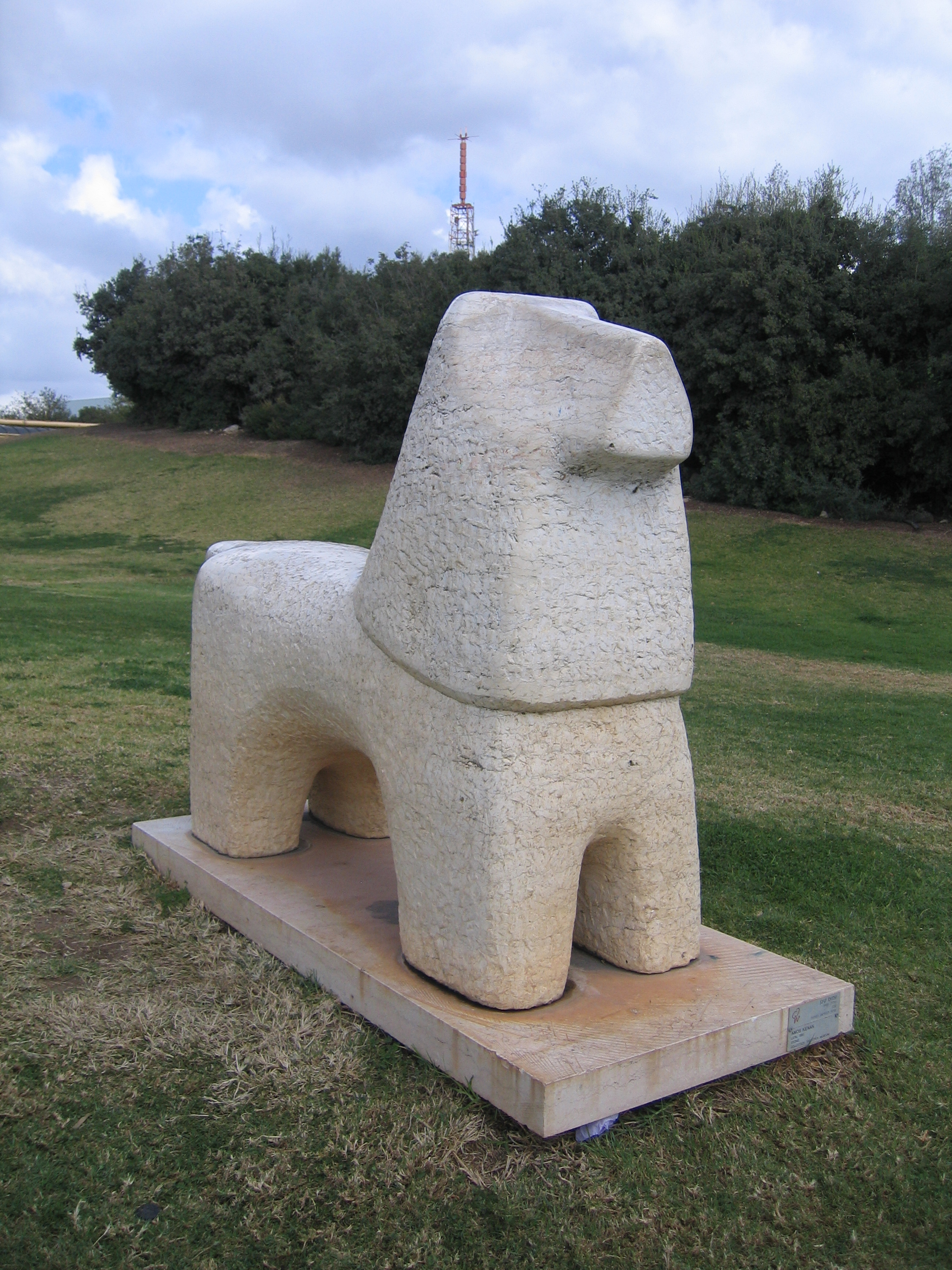
„Lion“ (1992)

Kenan kehrte 1962 nach Israel zurück und begann mit einer Kolumne in Yediot Aharonot, die vierzig Jahre wöchentlich erschien. Er gab gemeinsam mit Dahn Ben-Amotz eine Zeitung namens „Tzipor HaNefesh“ („Der Vogel der Seele“) heraus und veröffentlichte Artikel in der The New York Times und in The Nation. Nach dem Sechstagekrieg wurde er vom israelischen Außenministerium beauftragt, Interviews mit Intellektuellen wie Jean-Paul Sartre, Herbert Marcuse und Noam Chomsky zum Israel-Palästina-Konflikt zu führen. Die Zionistische Weltorganisation organisierte eine Vorlesungsreihe an US-amerikanischen Universitäten, mit dem die zunehmend israelfeindliche Haltung linksorientierter Gruppen entgegengetreten werden sollte.
Während der 1970er Jahre führte er Regie bei einer Reihe von Filmen, darunter How Wonderful. Er schrieb Songs für Arik Lavi, The High Windows, HaGashash HaHiver und andere. Sein Theaterstück „The Lost Train“ wurde am „Cameri Theater“ in Tel Aviv aufgeführt. Er schrieb das Drehbuch für Uri Zohars Film A Hole in the Moon. In Moshé Mizrahis Film Customer of the Off Season stand er als Schauspieler vor der Kamera. Zu seinen Stücken gehörten The Lion, The Balloon, Maybe It's An Earthquake, Something Not Normal, Friends Talk About Jesus und Still Believe in You. Das Stück Friends Talk About Jesus wurde 1972 vom Obersten Gerichtshof Israels verboten. Er entschied, dass es sich um einen „abstoßenden Mix der Schändung des Christentums“ handle. Es stellte auch fest, dass ein Schriftsteller oder Dramatiker sich nach Herzenslust mit Kritik oder Satire über gefallene religiöse Figuren lustig machen könne, dass aber die Darstellung von Gott selbst auf der Bühne in einer Weise, die den Glauben der Gläubigen verachte, die Grenzen des rechtlich Zulässigen überschreite. In den 1970er Jahren war Kenan Mitglied des Israeli Council for Israeli-Palestinian Peace. In den 1970er Jahren engagierte er sich in der kurze Zeit bestehenden Partei Ariel Sharons Shlomtzion, die nach Kenans Tochter benannt war.
Während der 1980er Jahre nahm Kenan als Diskutant und Moderator an Gesprächen mit palästinensischen Autoren und PLO-Offiziellen teil, die unter anderem im Kongo, Senegal und Bangladesch im Rahmen des „Ausschusses für die Ausübung der unveräußerlichen Rechte des palästinensischen Volkes“ der Vereinten Nationen veranstaltet wurden. 1995 wurden Kenan und Yediot Aharonot zu einer Geldstrafe verurteilt, weil Kenan während der Ersten Intifada zwei Artikel geschrieben hatte, in denen er kritisiert hatte, dass für Gewalt gegen Palästinenser zu geringe Strafen verhängt würden; Kenan wurde zu einer Geldstrafe von 1000 Schekel verurteilt, die Zeitung zu 7500.
1984 veröffentlichte er The Road to Ein Harod, einen dystopen Roman, der ein künftiges Israel zeichnet, in dem ein Bürgerkrieg nach einem Militärputsch tobt. Er wurde in acht Sprachen übersetzt und 1990 verfilmt.
Sein Buch To Your Country, To Your Homeland diente als Grundlage für Moti Kirschenbaums Dokumentarserie To the Water Wells, die ein Treffen von zwei Patrioten mit unterschiedlichen Ansichten dokumentierte: von Amos Kenan und der Sängerin und Poetin Naomi Shemer.
Kenan übersetzte Hašeks Schwejk ins Hebräische.
Seine Gemälde und Skulpturen werden in zahlreichen Galerien in Israel ausgestellt. In den 1980er Jahren war er Kurator des Tefen Open Museum.

## Privates
1962 heiratete Kenan die Literaturwissenschaftlerin Nurith Gertz, sie haben zwei Töchter, die Journalistin Shlomzion Kenan und die Dichterin und Singer/Songwriterin Rona Kenan.
Kenans letzte Lebensjahre waren durch eine Alzheimer-Krankheit beeinträchtigt.
Kenan starb 2009 in Tel Aviv und wurde im Kibbutz Einat beigesetzt.

## Auszeichnungen und Würdigungen
- 1962 Spiegel Prize
- 1970 Israel Cinema Council Prize

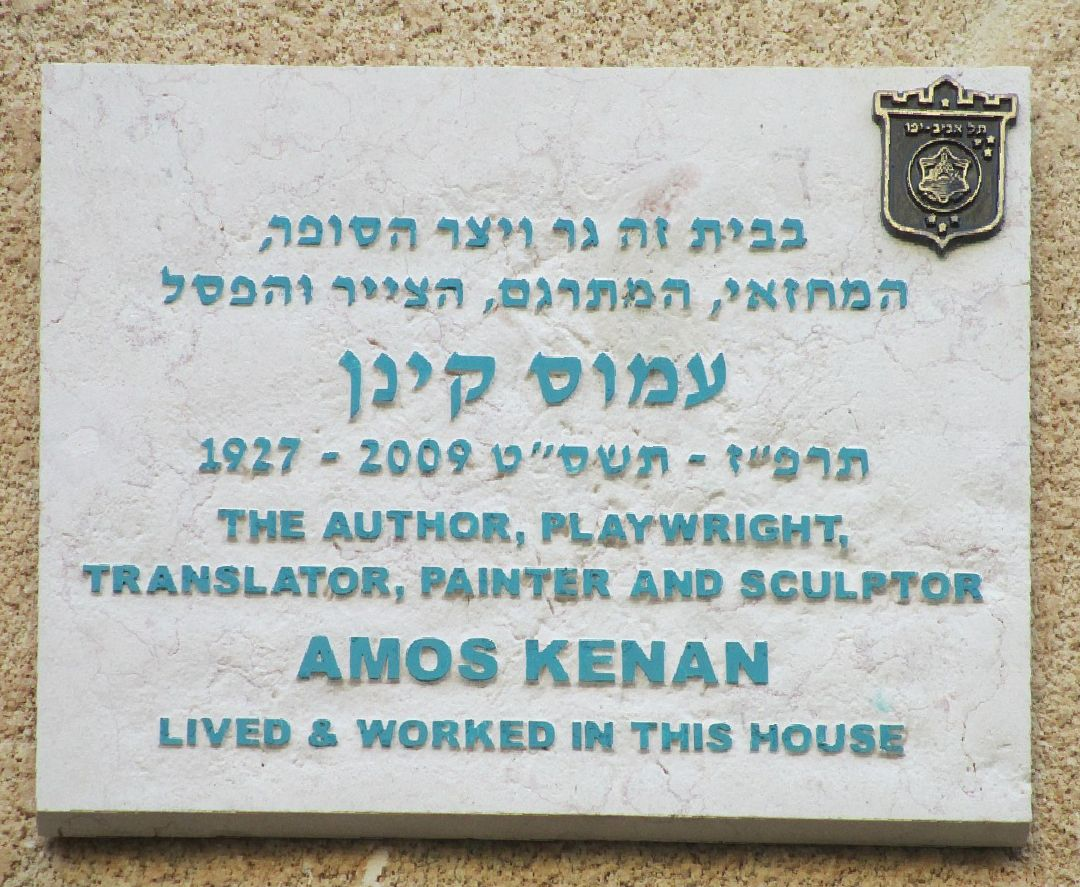
Gedächtnistafel in Tel Aviv

- 1975 Ehrenpreis des Französischen Kulturministeriums
- 1995 International Theater Institute Award
- 1998 Brenner Prize[4]
- 2008 veröffentlichte Nurith Gertz Al Da'at Atzmo, in denen sie Kenans Leben bis zu den Pariser Jahren beschreibt.[10][15]
- 2009 veröffentlichte Rona Kenan ein Album Songs for Joel, das teilweise Kenans Lebensgeschichte zur Grundlage hat.[28]

## Literarische Werke

### Bücher
- With Whips and Scorpions (Satire), Tel Aviv, 1952, [Be-Shotim U-ve-Akrabim]
- At the Station (Prosa), Ladori, 1963, [Ba-Tahanah]
- Book of Pleasures (Nonfiction), Levin-Epstein, 1968  [Sefer Ha-ta`anugot]
- The Blue Door (Novelle), Schocken, 1972, [Ha-Delet ha-Kehulah]
- Shoah II (Prosa), A.L., 1975, [Shoah 2]
- Under the Flowers (Erzählungen), 1979, [Mitahat la-Prahim]
- On Your Country, On Your Homeland (Nonfiction), Edanim, 1981, [El Artzech, El Moladetech]
- The Book of Satire (Satire), Keter, 1984, [Sefer ha-Satirot]
- The Road to Ein Harod (Novelle), Am Oved, 1984, [Ha-Derech le-Ein Harod], auf Englisch bei Saqi Books, 2001, ISBN 0-86356-002-4.
- Love in the End (Novelle), Keter, 1988, [Et vahev be-Sufah]
- Tulips our Brothers (Erzählungen), Keter, 1989, [Tziv`onim Aheinu]
- Poems, Tag, 1995, [Shirim]
- Block 23 (Novellen), Kinneret Zmora-Bitan Dvir, 1996, [Block 23]
- Rose of Jericho (Essays), Zmora Bitan, 1998 [Shoshanat Yericho]
- End of Reptile Era (Gedichte), Zmora Bitan, 1999 [Ketz Idan ha-Zochalim]
- The Escape to Prison (Erzählungen), Zmora Bitan, 2003 [Habricha el Hakele]

### Bühnenwerke
- The Lion
- The Balloon, 1959
- The Lost Train, 1969
- Maybe It's An Earthquake, 1970
- Something Not Normal, [Ohel, 1970]
- Friends Talk About Jesus
- Still Believe in You, [Cameri, 1974]